# Theo Fischer (Musiker)
Theo Fischer (* 14. Oktober 1926 in Münster-Sarmsheim; † 28. November 2023) war ein deutscher Komponist und Musikprofessor.

## Leben
Theo Fischer war Sohn des Musikers Theodor Fischer und Vater des Komponisten Gerhard Fischer-Münster.
Als Sohn eines Privatmusiklehrers erhielt er schon mit fünf Jahren den ersten Klavier- und Geigenunterricht. Er studierte am Peter-Cornelius-Konservatorium der Stadt Mainz Violine, Klavier, Chor- und Orchesterleitung sowie Musikwissenschaft.
1939 wurde er Organist an St. Peter und Paul. Bis 1952 leitete er den katholischen Kirchenchor Cäcilia. Er war ab 1956 freischaffender Chor- und Orchesterdirigent und von 1961 bis 1986 Musiklehrer am Stefan-George-Gymnasium in Bingen am Rhein.

## Ehrungen
- 1967 Kompositionspreis Den Haag
- 1968 Silberne Ähre
- 1969 Ernennung zum Professor
- 1972 Ernennung zum Musikdirektor (Fachverband der Berufschorleiter)
- Verdienstmedaille des Bundesverdienstordens (30. Juli 1976)[2]
- 1978 Peter-Cornelius-Plakette
- 1981 Hildegardis-Medaille Bingen
- 1986 „Madonna Verona“ Italien
- 1986 Ehrenplakette des Deutschen Sängerbundes
- 1989 Ehrenbürger der Gemeinde Münster-Sarmsheim
- 1994 St. Rochusbecher der Stadt Bingen am Rhein
- 1997 Verdienstorden des Landes Rheinland-Pfalz
- 2001 Plaquette d’honneur de l’Union-Grand-Due Adolphe Luxembourg

## Kompositionen
Theo Fischer hat über 800 Werke verfasst. Er gehört zu den meistaufgeführten Chorkomponisten der Gegenwart.